# Musée Sigmund-Freud de Vienne
Freud Museum de Londres
Pour les articles homonymes, voir Freud (homonymie) et Muséum.
Le musée Sigmund-Freud de Vienne (Sigmund Freud Museum, en allemand) est un musée de l'histoire de la psychanalyse, de 1971, de Vienne en Autriche, ou Sigmund Freud (1856-1939) a fondé la psychanalyse qu'il a pratiquée en ces lieux durant 47 ans de carrière de médecin-neurologue-psychanalyste (1891 à 1938).

## Historique
Sigmund Freud emménage en 1891 (âgé de 35 ans) dans cet immeuble néo-classique du 19 Berggasse du quartier Alsergrund de Vienne. Il y vit dans un vaste appartement du 1er étage avec son épouse Martha Freud, leurs six enfants et sa belle-sœur Minna Bernays,. 

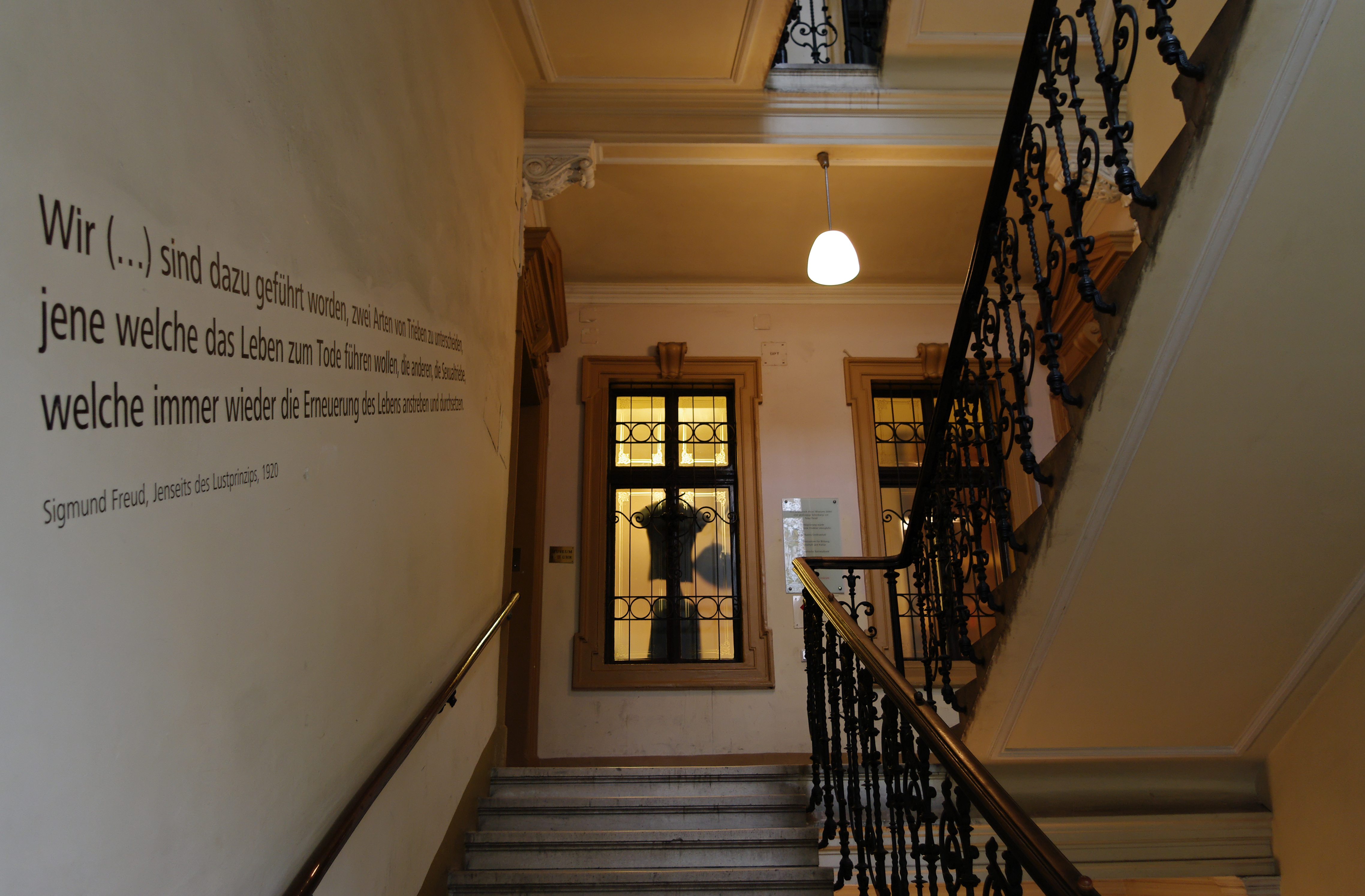
Escalier d'entrée
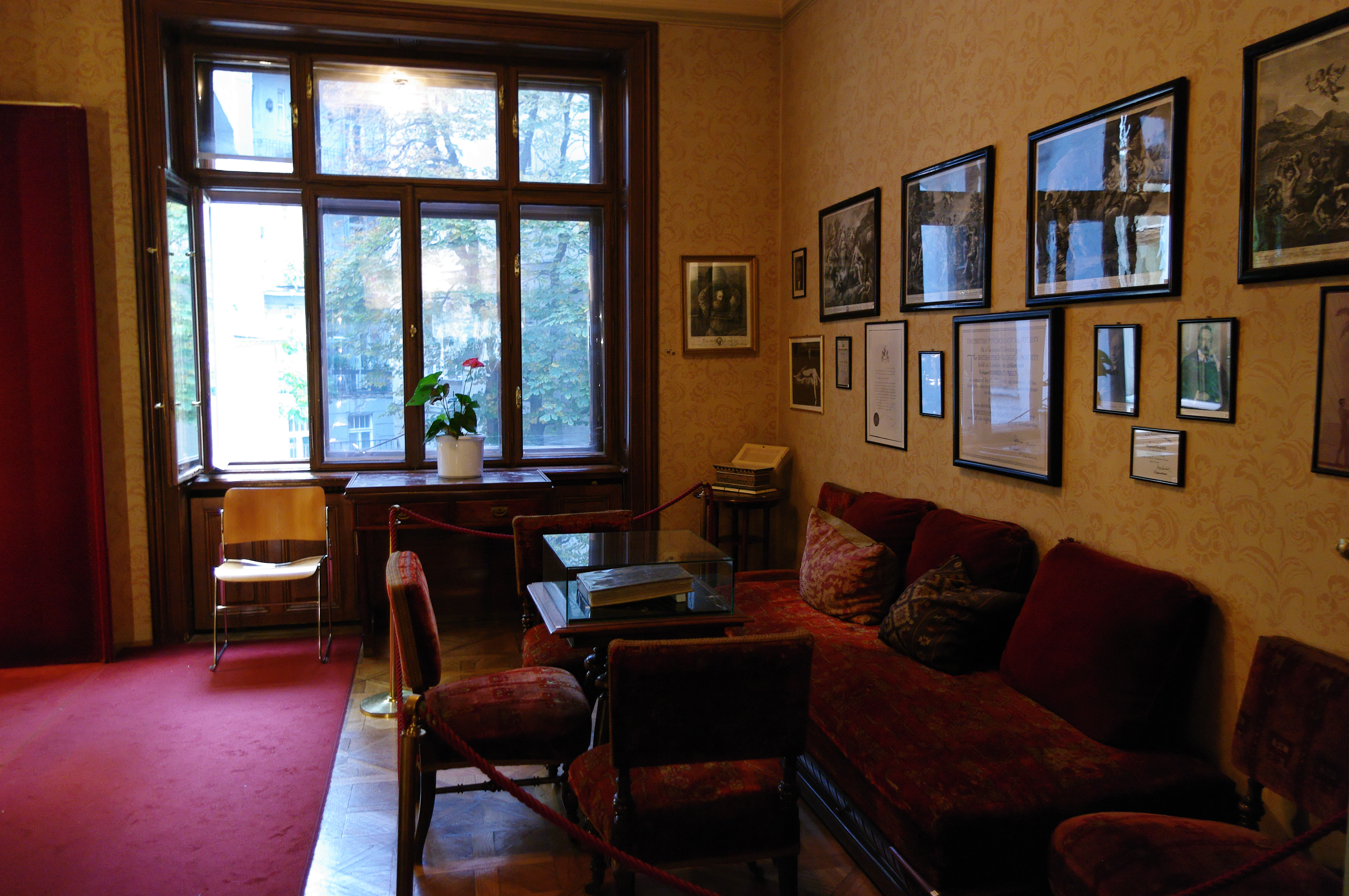
Salle d'attente
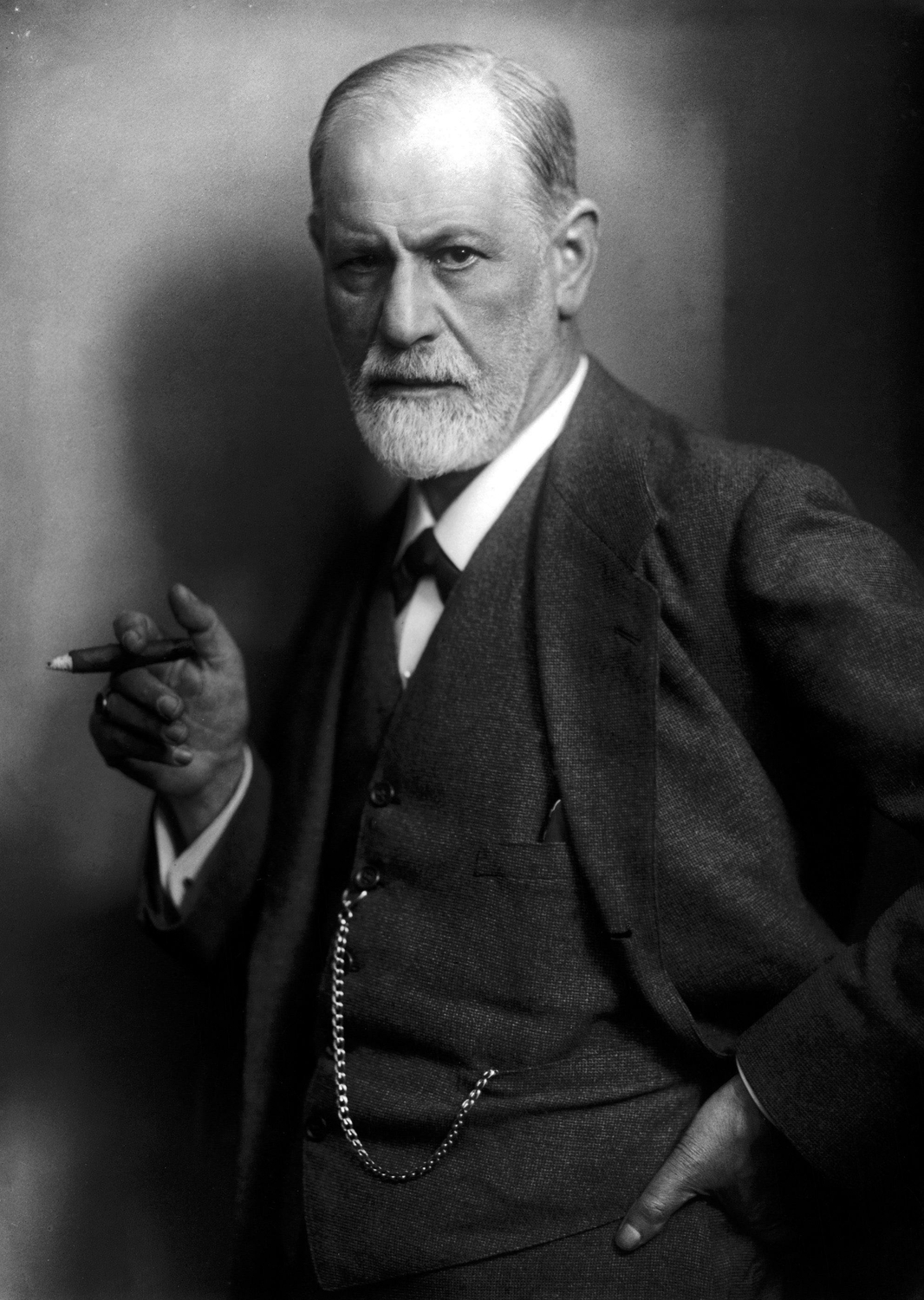
Freud (1921)

Il y créé son cabinet de médecin-neurologue, fonde la psychanalyse, reçoit en tant que psychanalyste ses nombreux patients, collègues, et disciples (dont Carl Gustav Jung...) et rédige son œuvre pendant 47 ans de carrière. Anna Freud (sa plus jeune fille) fonde son propre cabinet de psychanalyste dans cet immeuble en 1923, pour poursuivre l'œuvre de son père en se spécialisant dans la psychanalyse de l'enfance. Freud est contraint en 1938 (âgé de 82 ans) de déménager en exil durant les 18 derniers mois de sa vie à Londres (Freud Museum de Londres) avec son épouse, leur fille Anna, et leur gouvernante, pour fuir l'annexion de l'Autriche (Anschluss) et l'antisémitisme nazi d'Adolf Hitler pendant la Seconde Guerre mondiale.

## Musée Freud
Cet appartement-musée est inauguré en 1971 en présence d'Anna Freud, puis agrandi avec le temps. Il expose l’histoire de la psychanalyse, et les lieux de vie, nombreux objets, et documents d’archive de la vie de Freud... (ce dernier a emporté dans son exil de nombreux meubles et objets personnels de sa vie, dont son célèbre divan emblématique de psychanalyste, exposés à ce jour au Freud Museum de Londres). 

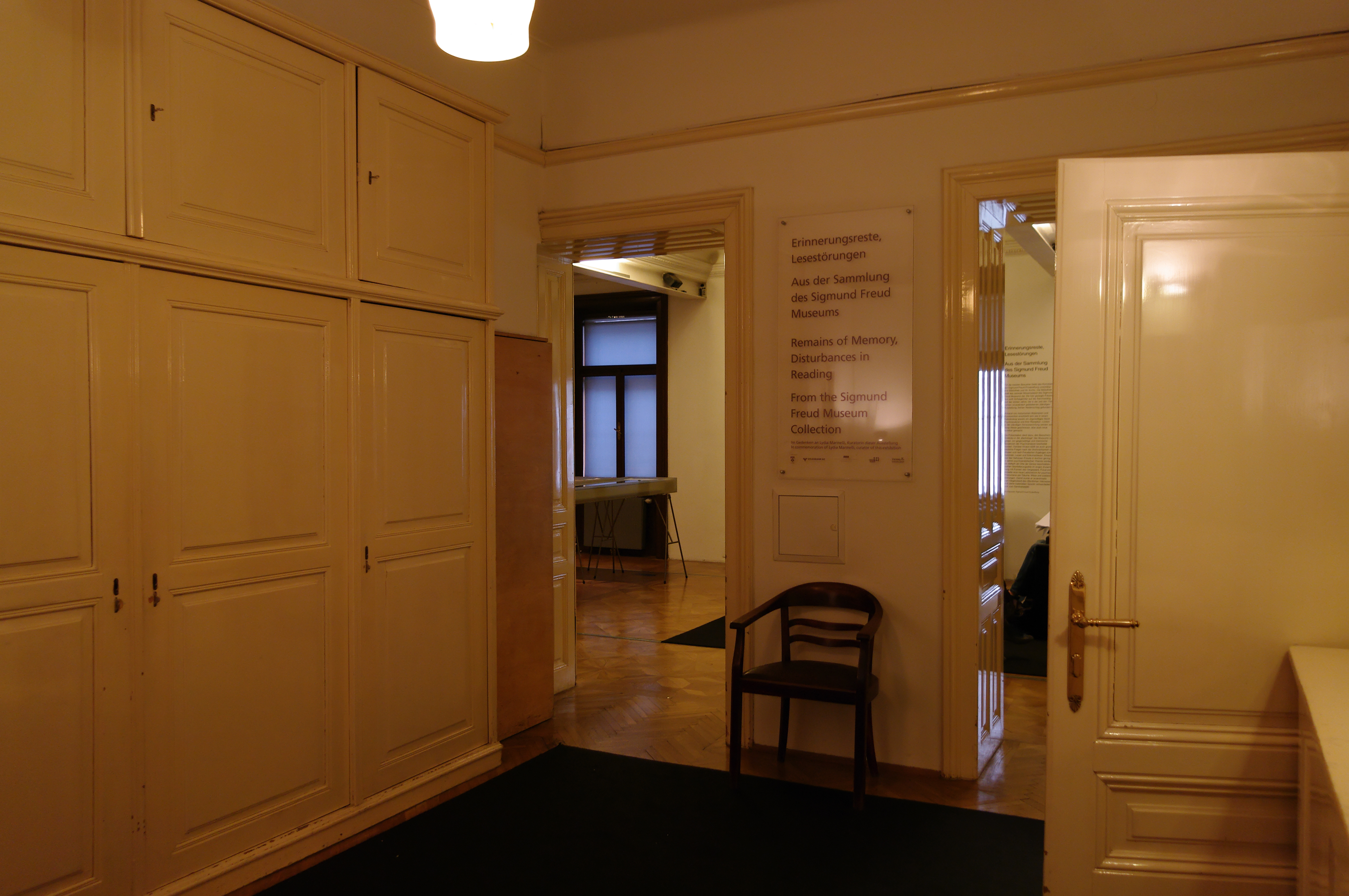
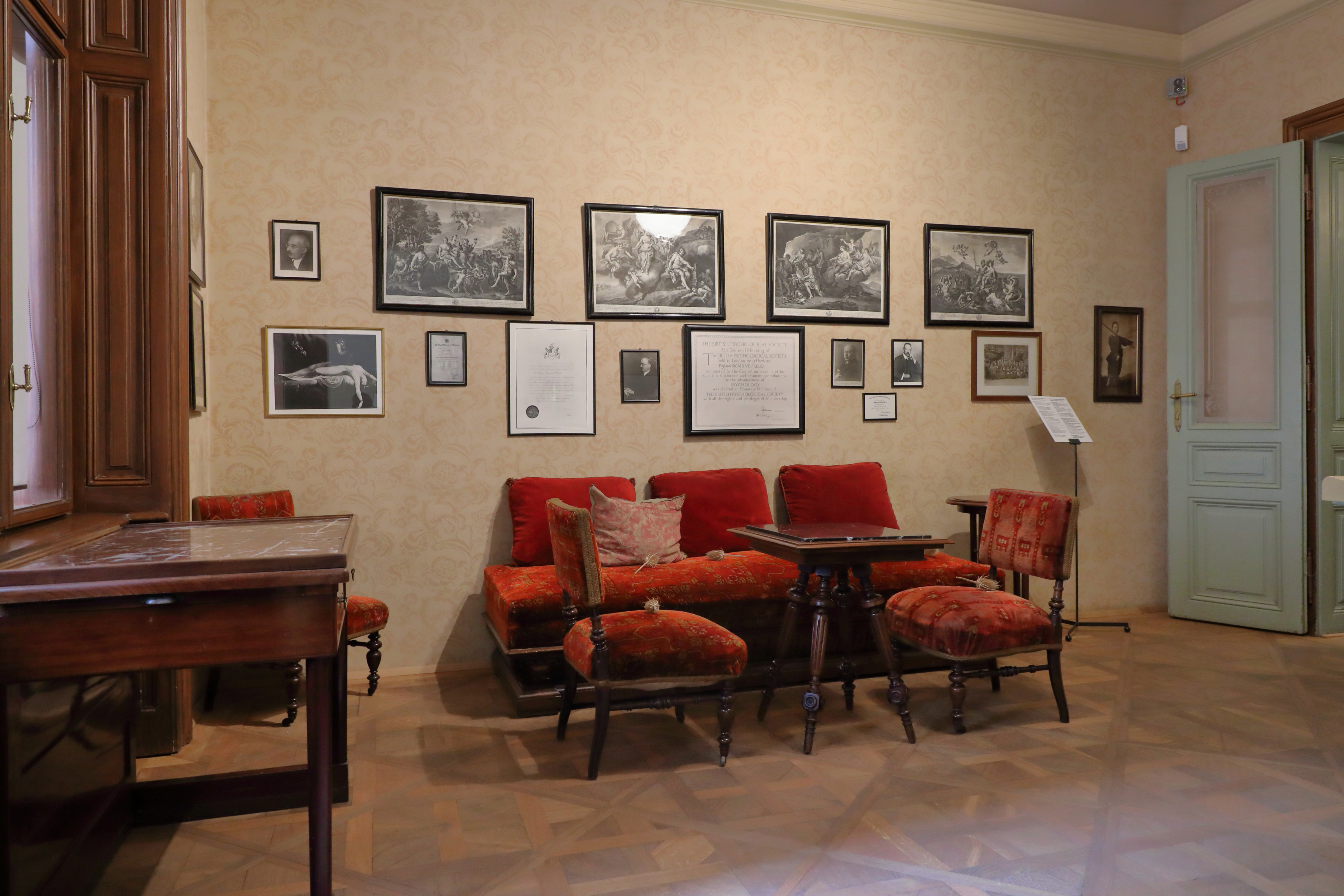
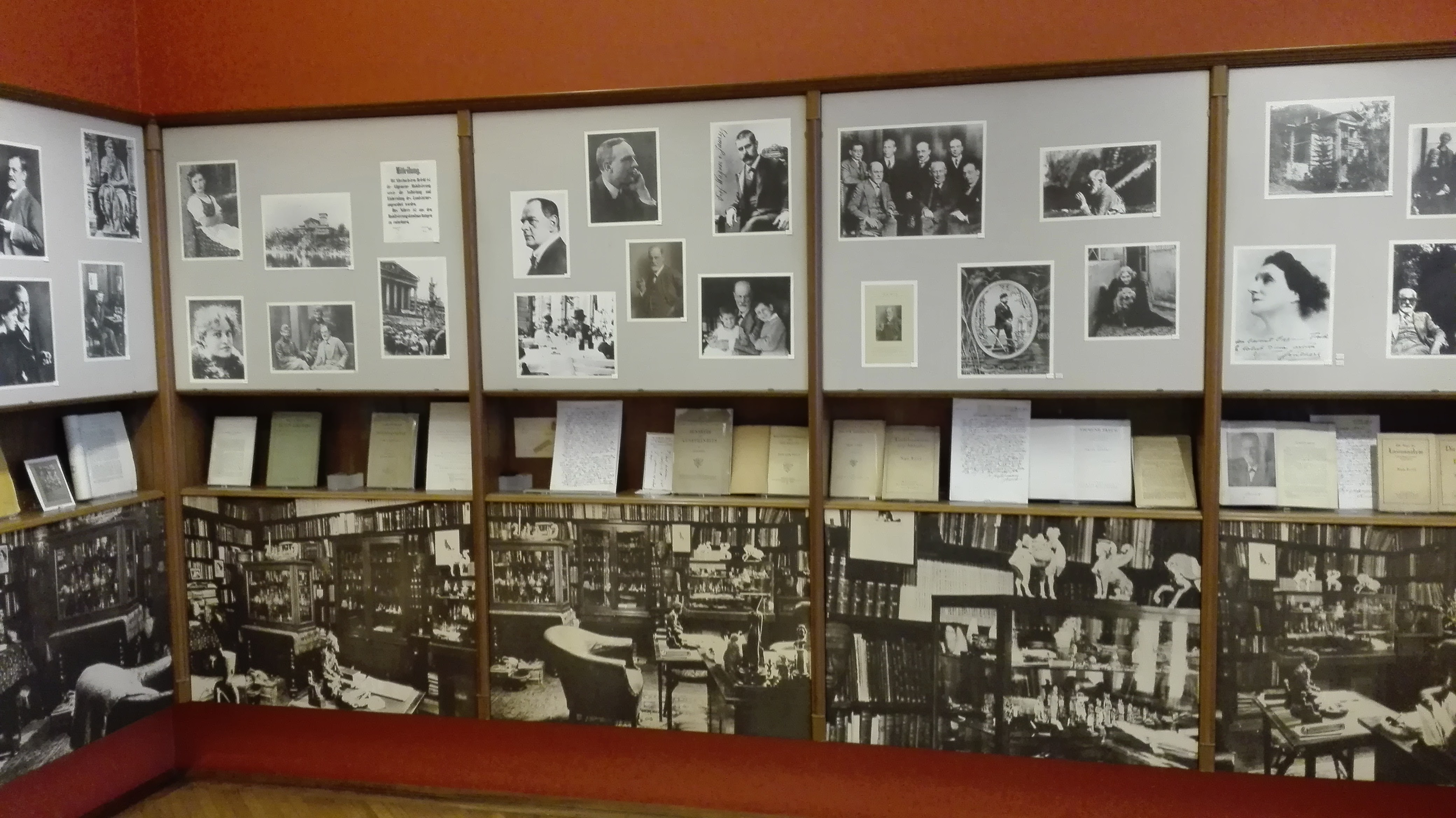

Le musée possède à ce jour une des plus importantes bibliothèques thématiques du monde consacrées à la psychanalyse (Sigmund-Freud-Haus-Archiv, réservée aux chercheurs) avec des milliers de livres, documents, manuscrits, photographies, bandes magnétiques, coupures de presse, films, documents originaux, peintures, dessins, sculptures...

## Autres musées Freud
- Maison natale de Sigmund Freud de Příbor en République tchèque, de 2006.
- Freud Museum de Londres au Royaume-Uni , de 1986.